# Pitchfork (golf)
 For alternative betydninger, se Pitchfork. (Se også artikler, som begynder med Pitchfork)
En pitchfork er et lille instrument, man bruger i golf. Når bolden rammer green, bruger man pitchforken til at rette mærket op. Man bruger for det meste kun pitchfork, når bolden falder ned højt oppe fra, men nogle greens kan være så hårde, at der ikke vil forekomme et 'nedslagsmærke', men så stopper bolden også senere. Et nedslagsmærke bliver 'repareret' ved at stikke enten en pitchfork eller en lang tee ned i græsset omkring mærket og skubbe græsset ind mod midten af mærket i urets retning hele vejen rundt om det. Hvis dette bliver gjort, så tager det kun omkring 24 timer før det er helet igen. Hvis det íkke bliver gjort, kan der gå op til to uger før det er helet.
| Sport | Spire Denne artikel om sport er en spire som bør udbygges. Du er velkommen til at hjælpe Wikipedia ved at udvide den. |